# Эшматова, Феруза Фарходовна
Феруза Фарходовна Эшматова (узб. Feruza Eshmatova; род. в 1979 году, Кашкадарьинская область, Узбекская ССР) — узбекский юрист и преподаватель, доктор юридических наук, с 5 февраля 2021 года омбудсмен Узбекистана. 

## Биография
Феруза Эшматова родилась в 1979 году в Кашкадарьинской области. В 2000 году окончила Университет мировой экономики и дипломатии. В 2002—2015 годах работала в Университете мировой экономики и дипломатии. 
В 2015 году избрана депутатом от Народно-демократической партии Узбекистана в Законодательную палату Олий Мажлиса Республики Узбекистан III созыва. В 2020 году избрана в Сенат Олий Мажлиса Республики Узбекистан IV созыва и возглавила Комитет по делам женщин и гендерного равенства сената.
15 января 2021 года депутаты Законодательной палаты избрали Ферузу Эшматову на должность уполномоченного Олий Мажлисом по правам человека (омбудсмен), а 5 февраля 2021 года Сенат утвердил её кандидатуру.